# المحرقة (إب)

تعديل مصدري - تعديل

المحرقة هي إحدى قرى عزلة شعب يافع بمديرية إب التابعة لمحافظة إب، بلغ تعداد سكانها 155 نسمة حسب تعداد اليمن لعام 2004.